# Tyromyces
Tyromyces is een geslacht van schimmels behorend tot de familie Incrustoporiaceae. Het geslacht werd beschreven door de Finse mycoloog Petter Adolf Karsten en in 1881 voor het eerst geldig gepubliceerd. De typesoort is de sneeuwwitte kaaszwam (Tyromyces chioneus).

## Soorten
Volgens Index Fungorum omvat het geslacht 139 soorten (peildatum februari 2023):
| Soortnaam                                 | Auteur(s)                            | Publicatiejaar |
| ----------------------------------------- | ------------------------------------ | -------------- |
| Tyromyces afrochioneus                    | Ryvarden                             | 2018           |
| Tyromyces afrospatulatus                  | Ryvarden                             | 2018           |
| Tyromyces albiformis                      | Quanten                              | 1997           |
| Tyromyces albogilvus                      | (Berk. & M.A. Curtis) Murrill        | 1907           |
| Tyromyces albovinaceus                    | Corner                               | 1989           |
| Tyromyces albus                           | Ryvarden                             | 2013           |
| Tyromyces allantoideus                    | M.P. Christ.                         | 1960           |
| Tyromyces amarus                          | (Hedgc.) J. Lowe                     | 1975           |
| Tyromyces amazonicus                      | A.M.S. Soares & Ryvarden             | 2017           |
| Tyromyces angulatoporus                   | Ryvarden                             | 2016           |
| Tyromyces angulatus                       | A.M.S. Soares & Ryvarden             | 2017           |
| Tyromyces aquosus                         | (Henn.) Ryvarden                     | 2014           |
| Tyromyces armeniacus                      | J.D. Zhao & X.Q. Zhang               | 1983           |
| Tyromyces atrostrigosus                   | (Cooke) G. Cunn.                     | 1965           |
| Tyromyces aurantiacus                     | (Komarova) Komarova                  | 1964           |
| Tyromyces avellaneialbus                  | Murrill                              | 1938           |
| Tyromyces bibulus                         | (Pers.) Bondartsev & Singer          | 1941           |
| Tyromyces brunneus                        | Ryvarden                             | 2018           |
| Tyromyces carbonicola                     | Corner                               | 1992           |
| Tyromyces carpatorossicus                 | (Pilát) Bondartsev                   | 1953           |
| Tyromyces catervatus                      | (Berk.) G. Cunn.                     | 1965           |
| Tyromyces centroafricanus                 | Ryvarden                             | 2018           |
| Tyromyces chioneus (Sneeuwwitte kaaszwam) | (Fr.) P. Karst.                      | 1881           |
| Tyromyces chlamydosporus                  | Oba, Mossebo & Ryvarden              | 2020           |
| Tyromyces cinereobrunneus                 | Bitew & Ryvarden                     | 2004           |
| Tyromyces cinnamomeiporus                 | Corner                               | 1989           |
| Tyromyces cinnamomeus                     | M. Mata & Ryvarden                   | 2010           |
| Tyromyces citriniporus                    | Corner                               | 1992           |
| Tyromyces contractus                      | Olou & Ryvarden                      | 2021           |
| Tyromyces corniculatus                    | Corner                               | 1989           |
| Tyromyces corticicola                     | Corner                               | 1989           |
| Tyromyces costaricensis                   | Ryvarden                             | 2016           |
| Tyromyces crassisporus                    | Log.-Leite & J.E. Wright             | 1991           |
| Tyromyces crispellus                      | (Peck) Murrill                       | 1907           |
| Tyromyces cystidiatus                     | Ryvarden                             | 2019           |
| Tyromyces dacrydii                        | Corner                               | 1989           |
| Tyromyces densiporus                      | Ryvarden                             | 2018           |
| Tyromyces dentatus                        | Ryvarden                             | 2018           |
| Tyromyces descendens                      | Corner                               | 1989           |
| Tyromyces dianthicolor                    | Corner                               | 1989           |
| Tyromyces diffusus                        | Ryvarden                             | 2016           |
| Tyromyces duplexus                        | M. Mata & Ryvarden                   | 2010           |
| Tyromyces eberhardtii                     | (Pat.) Ryvarden                      | 1983           |
| Tyromyces ethiopicus                      | Bitew & Ryvarden                     | 2004           |
| Tyromyces exiguus                         | (Colenso) G. Cunn.                   | 1965           |
| Tyromyces falcatus                        | G. Cunn.                             | 1965           |
| Tyromyces favulus                         | Corner                               | 1989           |
| Tyromyces formosanus                      | T.T. Chang & W.N. Chou               | 1999           |
| Tyromyces fumidiceps                      | G.F. Atk.                            | 1908           |
| Tyromyces galactinus                      | (Berk.) J. Lowe                      | 1975           |
| Tyromyces gilvellus                       | (Pilát) Komarova                     | 1964           |
| Tyromyces globisporus                     | Ipulet & Ryvarden                    | 2005           |
| Tyromyces gollanii                        | (Massee) S. Ahmad                    | 1972           |
| Tyromyces grandiporus                     | Ryvarden                             | 2019           |
| Tyromyces hispidulinanus                  | Corner                               | 1989           |
| Tyromyces humeanus                        | (Murrill) J. Lowe                    | 1975           |
| Tyromyces hyalinus                        | (Berk.) Ryvarden                     | 1980           |
| Tyromyces hypocitrinus                    | (Berk.) Ryvarden                     | 1984           |
| Tyromyces illudens                        | (Overh. & J. Lowe) J. Lowe           | 1975           |
| Tyromyces imbricatus                      | J.D. Zhao & X.Q. Zhang               | 1983           |
| Tyromyces incarnatus                      | Imazeki                              | 1954           |
| Tyromyces inodermatus                     | Corner                               | 1989           |
| Tyromyces interponens                     | Corner                               | 1989           |
| Tyromyces irpiceus                        | Corner                               | 1989           |
| Tyromyces kenyensis                       | Ryvarden                             | 2018           |
| Tyromyces kmetii                          | (Bres.) Bondartsev & Singer          | 1941           |
| Tyromyces lacteus                         | (Fr.) Murrill                        | 1907           |
| Tyromyces languidus                       | Corner                               | 1989           |
| Tyromyces leucospongius                   | (Cooke & Harkn.) Bondartsev & Singer | 1941           |
| Tyromyces levis                           | Corner                               | 1989           |
| Tyromyces limitatus                       | Ryvarden                             | 2000           |
| Tyromyces longisporus                     | Ryvarden                             | 2019           |
| Tyromyces luteus                          | Ryvarden                             | 2019           |
| Tyromyces magnisporus                     | Murrill                              | 1940           |
| Tyromyces marianiae                       | (Bres.) Ryvarden                     | 1988           |
| Tyromyces mediocris                       | Corner                               | 1989           |
| Tyromyces merrittii                       | Murrill                              | 1908           |
| Tyromyces mexicanus                       | Ryvarden & Guzmán                    | 2001           |
| Tyromyces microsporus                     | Decock & Ryvarden                    | 2020           |
| Tyromyces minitellus                      | Ryvarden                             | 2020           |
| Tyromyces minutosporus                    | Ryvarden                             | 2018           |
| Tyromyces minutulus                       | Y.C. Dai & C.L. Zhao                 | 2020           |
| Tyromyces minutus                         | Ryvarden                             | 2019           |
| Tyromyces mollicaseus                     | Corner                               | 1989           |
| Tyromyces navarroi                        | M. Mata & Ryvarden                   | 2010           |
| Tyromyces nemorosus                       | Corner                               | 1989           |
| Tyromyces neostrigosus                    | Ryvarden & Iturr.                    | 2003           |
| Tyromyces nodulosus                       | Ryvarden                             | 2000           |
| Tyromyces ochraceicarneus                 | Corner                               | 1992           |
| Tyromyces ochraceivinosus                 | Corner                               | 1989           |
| Tyromyces odorus                          | (Sacc.) Zmitr.                       | 2018           |
| Tyromyces olivascens                      | (Corner) T. Hatt.                    | 2003           |
| Tyromyces oxyporoides                     | Ryvarden & Iturr.                    | 2011           |
| Tyromyces pendens                         | Ipulet & Ryvarden                    | 2005           |
| Tyromyces perskeletalis                   | Corner                               | 1989           |
| Tyromyces pinguis                         | Corner                               | 1992           |
| Tyromyces polyetes                        | Parmasto                             | 1959           |
| Tyromyces praeguttulatus                  | (Murrill) Ryvarden                   | 1985           |
| Tyromyces pseudoalbidus                   | Bondartseva                          | 1970           |
| Tyromyces pseudohoehnelii                 | Bondartsev & Komarova                | 1959           |
| Tyromyces pulcherrimus                    | (Rodway) G. Cunn.                    | 1965           |
| Tyromyces pulviniformis                   | Corner                               | 1989           |
| Tyromyces pusillicaesius                  | Corner                               | 1989           |
| Tyromyces pusillus                        | (Fr.) G. Cunn.                       | 1965           |
| Tyromyces rabiensis                       | Decock & Ryvarden                    | 2021           |
| Tyromyces raduloides                      | (Henn.) Ryvarden                     | 1980           |
| Tyromyces reticulatomarginatus            | (Pilát) Bondartsev & Singer          | 1941           |
| Tyromyces rhodomelon                      | Corner                               | 1989           |
| Tyromyces rubrifuscescens                 | Corner                               | 1989           |
| Tyromyces rufipendens                     | Corner                               | 1989           |
| Tyromyces rufipileatus                    | Corner                               | 1989           |
| Tyromyces sambuceus                       | (Lloyd) Imazeki                      | 1943           |
| Tyromyces satakei                         | (Imazeki) Quanten                    | 1997           |
| Tyromyces semilimitatus                   | Ryvarden & Iturr.                    | 2011           |
| Tyromyces setiger                         | (Cooke) Teng                         | 1963           |
| Tyromyces sinapicolor                     | Corner                               | 1992           |
| Tyromyces singeri                         | Ryvarden                             | 1987           |
| Tyromyces squamosellus                    | Núñez & Ryvarden                     | 1999           |
| Tyromyces squamulosus                     | (Bres.) Ryvarden                     | 1988           |
| Tyromyces stenomitis                      | Corner                               | 1989           |
| Tyromyces striatus                        | Ryvarden                             | 2019           |
| Tyromyces subacutus                       | (Murrill) Ryvarden                   | 1985           |
| Tyromyces sublacteus                      | M.P. Christ.                         | 1960           |
| Tyromyces subradiatus                     | Corner                               | 1989           |
| Tyromyces subroseiporus                   | Corner                               | 1989           |
| Tyromyces subrubescens                    | Corner                               | 1989           |
| Tyromyces sulfureiceps                    | Corner                               | 1989           |
| Tyromyces tephronotus                     | (Berk.) G. Cunn.                     | 1965           |
| Tyromyces tephrus                         | (Pat.) Ryvarden                      | 1983           |
| Tyromyces tibeticus                       | J.D. Zhao & X.Q. Zhang               | 1983           |
| Tyromyces toatoa                          | G. Cunn.                             | 1965           |
| Tyromyces tristaniae                      | Corner                               | 1989           |
| Tyromyces venustus                        | (A. David & Rajchenb.) Ryvarden      | 2016           |
| Tyromyces viride                          | Ryvarden & Guzmán                    | 2001           |
| Tyromyces vitellinus                      | Ryvarden & Hauskn.                   | 2006           |
| Tyromyces vivii                           | Homble ex Ryvarden                   | 2003           |
| Tyromyces widdringtoniae                  | Ryvarden                             | 2019           |
| Tyromyces xuchilensis                     | (Murrill) Ryvarden                   | 1985           |
| Tyromyces zameriensis                     | (Pilát) Bondartsev                   | 1953           |